# Assuan
Assuan (àrab: أسوان, Aswān; antic egipci: Swenet; copte: ⲥⲟⲩⲁⲛ, Swān; grec antic: Συήνη, Syene) és una ciutat d'Egipte, capital de la governació d'Assuan al sud d'Egipte, a 150 km al sud de Luxor. Antigament s'anomenava Siene (Συήνη en grec antic; Syēnē en llatí) i en egipci Suan, Sunu o Swan. El 2024 tenia uns 371.000 habitants, majoritàriament àrabs i nubians. Assuan va ser a l'antic Egipte una ciutat de frontera, famosa per la qualitat de les seves pedres per a la construcció. La importància comercial en va augmentar amb els anys i al segle iii va ser un dels bisbats d'Egipte, centre evangelitzador de la regió fins a la conquesta àrab.

## Geografia

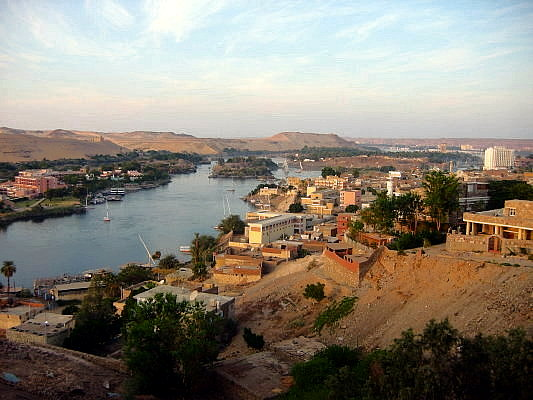
Vista aèria d'Assuan

La ciutat és relativament petita i té un famós passeig («Corniche») a la vora del riu. Davant mateix hi ha l'illa Elefantina, amb les dues illes menors (illa Kitchener al nord, amb el seu jardí botànic, i illa Amun al sud). Enfront, a l'altra banda, hi ha Qubbet al-Hawa amb unes famoses tombes. Riu amunt es troba l'illa Sehel (a uns 3 km) i la resclosa d'Assuan (la resclosa vella), i uns 7 km més amunt l'alta resclosa d'Assuan. Entre ambdues, un monument a Osiris, i al riu, les illes Agilkia (amb el temple de Files), Biga i Al-Hisha. L'aeroport d'Assuan es troba a l'oest de l'altra presa, a 23 km de la ciutat.

Bandera de la governació d'Assuan

A l'illa Elefantina hi ha el Museu d'Assuan, el Nilòmetre i el Temple de Knum. A la ciutat hi ha l'Obelisc inacabat d'Assuan, el Museu de Núbia, el cementiri musulmà, els Jardins de la Fira, el sarcòfag grecoromà i colós inacabat. A l'altra banda de riu hi ha el Mausoleu de l'Aga Khan, la Tomba de la Princesa i el Monestir de Sant Simó.

## Història

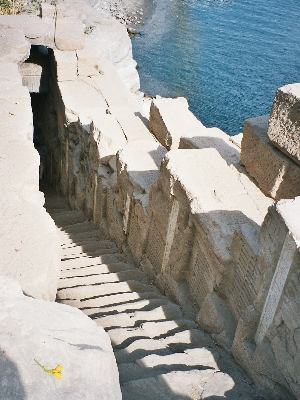
Nilòmetre

### Edat antiga
Durant l'antic Egipte la població, força petita, portava el nom de Swenet i estava enfront de l'illa Elefantina dins la qual hi havia la ciutat principal, anomenada també Elefantina, que feia de fortalesa, duana, i lloc de trànsit cap a Núbia, i era la capital del nòmos del mateix nom. No era però el límit del domini egipci que sovint es va estendre força més al sud (per exemple a l'imperi mitjà fins a la tercera cascada).
Sota domini romà el poder de l'estat no s'estenia més al sud.

### Edat mitjana

#### Seglesviiaix
Tampoc sota domini romà d'Orient el poder de l'estat no s'estenia més al sud, i quan van arribar els àrabs el regne de Núbia començava just després d'Assuan, d'acord amb un pactum que els nubians havien fet amb els romans i grecs. L'Alt Egipte fou anomenat pels àrabs com Said Misr. Uqba ibn Nafi hi va fer una primera ràtzia el 643 però va acabar en fracàs; la seva conquesta fou confiada el 646 a Abd Allah ibn Sad. El 652 Abd Allah va fer una expedició a territori nubià però va considerar més prudent no restar-hi i va renovar el pactum ara amb el nom de bakt, que establia la no-agressió, la llibertat de circulació de mercaderies i el lliurament pels nubians d'un contingent d'esclaus anual a canvi del seu valor en cereals, vins, vestits i cavalls. Així Assuan va esdevenir una guarnició principal, la segona després de Fustat; el seu governador era de menor rang i estava subordinat al de Fustat.
Inicialment Assuan fou només ell lloc on es va aquarterar la guarnició; als soldats es van unir emigrants àrabs que venien del Hijaz i al segle ix també conversos egipcis; així fou l'única població musulmana de l'Alt Egipte. La tasca dels governadors era no sols controlar la frontera sinó també als nòmades anomenats beges que es desplaçaven entre el Nil i la mar Roja. El 827 per protegir la ciutat dels beges es van construir unes muralles. A causa d'una ràtzia dels beges a Kom Ombo el 847 els governadors van adquirir autonomia i van passar a dependre directament de Bagdad i se'ls va encarregar el pas dels pelegrins des d'Aynuna (prop d'Àqaba) fins a la costa al nivell d'Assuan.
Un nou tractat entre "el Gran dels Beges" i el governador, va intentar assegurar el respecte dels pelegrins i mercaders pels nòmades; en tots aquestos moviments es van redescobrir les mines d'or de Wadi al-Allaki en una zona que el tractat havia assignat als beges; centenars de buscadors procedents del Hijaz i altres llocs es van desplaçar a la zona provocant la violació del tractat; el repartiment de l'or entre buscadors, califa i els beges va causar problemes i els nòmades van atacar les mines el 854/855; el govern de Bagdad va enviar un exèrcit i els beges foren derrotats per una trampa; la guarnició d'Assuan fou reforçada especialment atès que els nubians donaven suport als beges. A Wadi al-Allaki va sorgir una població turbulenta que va escapar al control del governador i un aventurer, potser un alida, Abd al-Rahman al-Umari va establir vers el 870 un poder autònom; un alida rebel, Ibn al-Sufi, que fugia via Assuan i Aydhab cap al Hijaz, va saquejar Assuan el 873 al seu pas. La nova població d'al-Allaki s'abastia des d'Assuan i des de Aydhab a la mar Roja originant la ruta Aydhab-al-Allaki-Assuan que fou molt transitada. D'Assuan a al-Allaki s'hi anava en deu dies i d'al-Allaki a Aydhab en 4 dies. Al final del segle ix es testimonien comerciants iemenites a Aydhab; els pelegrins seguien també aquesta ruta. Assuan va esdevenir el centre de tot el moviment i durant la segona meitat del segle ix i al segle x fou una època de riquesa i festa.

#### Seglesxaxii
A partir del 940 els abbàssides ja no podien controlar directament el Hijaz i n'encomanà la tasca als ikhxídides, el que va portar a un millor control d'Assuan per Egipte (fins llavors Assuan era pràcticament un territori autònom), però el poder ikhxídida no fou durador i des de 69 van seguir els fatimites. Les mines de Wadi al-Allaki es van esgotar en algun moment del segle x, però Assuan va restar una etapa en la ruta des de Fustat a la costa cap a Hijaz, sense perdre la seva esplendor, ja que la ruta va seguir igual d'animada i a la primera meitat del segle xi la ciutat va arribar al seu màxim desenvolupament; els principals mausoleus notables que encara existeixen són d'aquesta època. La regió del Wadi al-Allaki, ara estava pacificada: al segle xi els beges s'havien fusionat amb emigrants àrabs de la tribu Rabia i van dominar la regió d'Aydhab i al-Allaki, i Assuan ja no havia de témer res per aquest costat. Els fatimites van concedir als Rabia el control de les rutes; els seus caps portaven el títol de Kanz al-Dawla des de finals del segle x, i foren especialment afavorits després del 1005 quan van capturar al rebel Abu-Rakwa; el senyor rabia d'Aydhab portava el títol d'Hilal al-Dawla. A Assuan la influència xiïta fatimita havia estat ben rebuda i les relacions amb els nubians havien millorat.
Nasir-i Khusraw va passar per Assuan a la meitat del segle xi i elogia els seus jardins i fortificacions i era un centre comercial molt actiu amb el Hijaz i Núbia. La ruta d'al-Allaki havia estat abandona en favor de la més directe d'al-Wadah més al nord i merper la costa. Però al segle xii el comerç del Hijaz es va desviar d'Assuan i va venir la crisi; aquest canvio va estar en relació al govern del visir Badr al-Djamali: entre 1067 i 1077 les tropes negres expulsades del Caire pel visir es van retirar a Assuan que van dominar; els Rabia ara anomenats Banu l-Kanz dominaven la regió a l'entorn i van pactar amb els soldats negres rebels; Badr al-Djamali va imposar finalment l'autoritat del govern, i les bones relacions amb el govern central dels Banu l-Kanz es van restablir; però mentre durava el control d'Assuan pels soldats negres, els fatimites van traslladar la capital a Kuş o a Edfú des d'on els pelegrins i mercades van iniciar la seva ruta cap a Aydhab i en uns anys (el darrer quart del segle xi) Assuan va deixar de ser una etapa per esdevenir una guarnició aïllada massa al sud.
El 1171 altre cop es van revoltar les tropes negres contra Saladí al Caire però el Kanz al-Dawla va romandre lleial al règim aiúbida; les tropes negres es van retirar altre cop cap a Assuan i a Núbia i llavors el Kanz al-Dawla es va posar al seu front amb la idea de restablir als fatimites xiïtes; el 1175 les tropes de Saladí els van derrotar decisivament a la plana de Kuş.

#### Seglesxiiiaxv
El període aiúbida restant fou de pau per l'Alt Egipte. Els Banu l-Kanz foren encarregats altre cop de la protecció de les rutes i van dominar políticament la regió. La ciutat, abans de majoria xiïta, va retornar aviat al sunnisme. Sota els mamelucs es va reprendre la política agressiva contra Núbia, i el 1273 i 1275 els nubians van fer contraatacs sobre Assuan. Els mamelucs van intentar instal·lar un príncep musulmà a Dongola amb l'ajut dels Banu l-Kanz i ho van aconseguir el 1316. Les diverses expedicions militars que van sortir d'Assuan en aquestos anys van animar una mica l'economia local. Però quan els Banu l-Kanz per hàbils enllaços matrimonials, van esdevenir sultans de Núbia, no van ser gaire favorables als mamelucs. Sembla que els Banu l-Kanz governaven llavors la ciutat d'Assuan ja no que no s'hi esmenten governadors mamelucs (i si hi eren els Banu l-Kanz hi exercien una hegemonia de fet). La ciutat va seguir la seva decadència i la capital i activitat va restar a Kuş.
El 1365/1366 les tribus qaysites de l'Alt Egipte o Said, incloent els Banu l-Kanz, es van revoltar i les rutes del sud cap a Aydhab no es van poder utilitzar; llavors el govern mameluc va restablir el càrrec de governador d'Assuan o Said (1366) i va desposseir als Banu l-Kanz del seu feu. La guerra entre mamelucs i els anomenats Kenuz (els Kanz) fou sagnant; el primer governador mameluc va cometre unes crueltats innecessàries i Assuan fou ocupada pels seus soldats i saquejada. El 1385 els Banu l-Kanz o Kenuz van atacar Assuan i van fer fugir al governador mameluc; el 1396 altre cop fou conquerida i saquejada pels mamelucs; el darrer governador d'Assuan fou nomenat el 1399 i després la crisi greu de l'estat mameluc amb una pesta i conflictes militars i polítics, va deixar finalment Assuan en mans dels Banu l-Kanz.
El 1411/1412 els amazics hawwara, teòrics aliats dels mamelucs, aprofitaren la crisi i van expulsar els Banu l-Kanz (que l'havien recuperat) i van ocupar el seu lloc fins al 1418 quan la ciutat fou reconquerida pels mamelucs per algun temps (no se sap quan) retornant després als Banu l-Kanz. Els mamelucs hi van fer expedicions el 1439 (que sembla que fou un fracàs).

### Edat moderna
El mamelucs també hi van fer expedicions el 1478 (i potser alguna altre no registrada) en què van arribar fins a Núbia, en aquest cas sota el comandament de l'emir Yashbak min Mahdi, que va rebre plens poder per restablir la situació al sud; llavors Assuan era en mans dels Banu l-Kanz (les fonts àrabs els anomenen com a Zanj o Negres, el que era atès que els Banu l-Kanz s'havien barrejat amb els beges i els nubians i eren foscos); les darrers expedicions no va aconseguir imposar un poder mameluc estable i d'altra banda la ciutat estava arruïnada i quasi despoblada; el poder mameluc arribava fins a Kom Ombo, una mica al sud d'Edfú.
No se sap quan van arribar els otomans al que havia estat la vila d'Assuan que portava anys abandonada. Fou inclosa a la província d'Asyut. Selim I va acceptar el reconeixement d'una autoritat nominal i va delegar el poder en la tribu Hawwara; a la meitat del segle xvi l'expansió del regne dels Funj fou vista com una amenaça; els otomans encara feia poc temps que dominaven a Suakin. El mameluc Ozdemir Pasha, que havia passat el 1517 al servei dels otomans i era governador (beglerbegi) del Iemen va sortir d'aquest territori el 1554 i se'n va anar a Suakin i entusiasmat per conquerir per l'islam nous territoris va convèncer el sultà de nomenar-lo sardar (comandant en cap) d'una força egípcia de 3.000 homes per portar a terme els seus objectius; va anar a Assuan i va intentar avançar pel Nil cap a Núbia i Abissínia
però va fracassar i va retornar a Suakin que fou erigida en capital de la nova província de Habesh creada oficialment el 5 de juliol de 1555. Des d'allí van començar a assegurar-se les zones costaneres i el port de Masawwa.
No hi ha gaires fonts de com es va produir però abans del 1567 la frontera havia avançat al sud d'Assuan fins a la tercera cascada i es va formar un sandjak amb Ibrim com a capital. L'Alt Egipte estava dividit en dues parts, la septentrional i la meridional (o Said Ala que anava de Quena a Assuan); aquesta darrera fou incorporada al sandjak d'Ibrim fins al 1573 quan va passar al wilayat d'Habesh; el 1584 o 1585 l'Alt Egipte meridional amb Núbia van formar un eyalat separat per un temps però al segle xvii estaven sota dependència del governador del Caire. En aquest segle la presència otomana al sud de la mar Roja va disminuir sinó desaparèixer i l'amenaça dels Funjs es va esvair, de manera que el control de l'Alt Egipte ja no era prioritari; en un moment donat Assuan fou separada del sandjak d'Ibrim i el 1672, quan Evliya Çelebi va visitar la vila, el governador o kashif era el mateix que el de tot l'Alt Egipte, i a la citat hi havia un cadi i era capçalera d'un kada. Al segle xviii apareix altre cop sota domini dels hawwares aliats als Ababda, una tribu dels beges arabitzada. Durant tot el domini otomà no obstant va conservar una guarnició de geníssers però que era de només 150 o 200 homes aquarterats a la ciutadella amb les seves famílies. Al segle xviii el comerç amb Núbia encara era animat, ja que les barques podien franquejar la primera cascada del Nil, just al sud d'Assuan, i els nubians anaven fins a la ciutat per vendre els seus productes.

### Edat contemporània
Quan hi van arribar savis francesos de l'expedició de Napoleó, quedaven les ruïnes de la vila medieval i la vila antiga rodejades de muralla, al costat de la qual la ciutadella i la vila nova.
El 1820, amb la conquesta del soldanat de Sennar i del Kordofan pel virrei Muhàmmad Alí Paixà, Assuan va recuperar la seva importància, com a etapa pels intercanvis comercials amb el Sudan. Al cens del 1898 tenia 13.000 habitants i una guarnició de 781 homes. El 1902 els britànics van construir el primer embassament just una mica més amunt de la primera cascada. A partir del 1960 amb la construcció de la presa d'Assuan, la ciutat va quedar a la riba nord del llac Nasser que cobreix els llogarets de 90.000 habitants que van haver de ser reallotjats a Kom Ombo i altres llocs. Va ser capital de la governació o muhazafa d'Assuan que és la més meridional d'Egipte; el desenvolupament del turisme que visita la presa d'Assuan i fa els creuers pel Nil fins al llac Nasser, i la proximitat d'alguns monuments com Abu Simbel, han permès el seu desenvolupament; es va crear una universitat i el 1970 ja va superar el dos-cents mil habitants (206.000)
si bé després va patir un retrocés i al cens de 1986 eren 191.461 habitants, el de 1996 de 219.017 habitants, i el 2007 eren 245.955 habitants.